# Atletiek op de Paralympische Zomerspelen 2024 - 5000 m mannen T54
De 5000 meter voor mannen klasse T54 op de Paralympische Zomerspelen 2024 vond plaats op 30 augustus (series) en 31 augustust (finale) in het Stade de France. Deze klasse is voor atleten met onderbreking van de zenuwen in de lagere delen van de rug, zonder beenfunctie, maar met een bijna volledige armfunctie en een redelijke tot normale rompfunctie. Dit is een gecombineerde klasse met T53. De winnaar van 2020 was Marcel Hug uit Zwitserland. Hij werd in 2024 opgevolgd door Daniel Romanchuk uit de Verenigde Staten, Marcel Hug behaalde het zilver en Faisal Alrajehi uit Koeweit won de bronzen medaille.

## Records
Voorafgaand aan het toernooi waren dit het wereldrecord en het Paralympisch record.
| Wereldrecord        | Zwitserland Marcel Hug | 9:13.84 | Dubai | 15 februari 2024 |
| Paralympisch record | Zwitserland Marcel Hug | 9:53.26 | Tokio | 27 augustus 2021 |

## Series
De eerste vijf van beide series kwalificeerden zich direct voor de finale.

#### Serie 1
| Rang | Kl. | Naam              | Naam | Tijd     | Bijz. |
| ---- | --- | ----------------- | ---- | -------- | ----- |
| 1    | T54 | Marcel Hug        | SUI  | 10:35.08 | Q     |
| 2    | T53 | Brent Lakatos     | CAN  | 10:35.15 | SB, Q |
| 3    | T54 | Putharet Khongrak | THA  | 11:18.53 | Q     |
| 4    | T54 | Zhuo Ma           | CHN  | 11:18.79 | SB, Q |
| 5    | T53 | Brian Siemann     | USA  | 11:18.96 | Q     |
| 6    | T54 | Samuel Rizzo      | AUS  | 11:19.32 |       |
| —    | T54 | Daniel Sidbury    | GBR  | DNF      |       |

### Serie 2
| Rang | Kl. | Naam              | Naam | Tijd           | Bijz. |
| ---- | --- | ----------------- | ---- | -------------- | ----- |
| 1    | T54 | David Weir        | GBR  | 11:17.91(.901) | Q     |
| 2    | T54 | Saichon Konjen    | THA  | 11:17.91(.905) | Q     |
| 3    | T54 | Daniel Romanchuck | USA  | 11:18.41       | Q     |
| 4    | T54 | Xingchuan Luo     | CHN  | 11:18.71       | Q     |
| 5    | T54 | Faisal Alrajehi   | KUW  | 11:18.74       | Q     |
| 6    | T54 | Aaron Pike        | USA  | 11:18.76       |       |

## Finale
| Rang   | Kl. | Naam              | Naam | Tijd     | Bijz. |
| ------ | --- | ----------------- | ---- | -------- | ----- |
| Goud   | T54 | Daniel Romanchuk  | USA  | 10:55.28 |       |
| Zilver | T54 | Marcel Hug        | SUI  | 10:55.78 |       |
| Brons  | T54 | Faisal Alrajehi   | KUW  | 10:55.99 |       |
| 4      | T54 | Ma Zhuo           | CHN  | 10:56.20 | SB    |
| 5      | T54 | Saichon Konjen    | THA  | 10:56.26 |       |
| 6      | T54 | Luo Xingchuan     | CHN  | 10:56.48 | SB    |
| 7      | T53 | Brent Lakatos     | CAN  | 10:56.73 |       |
| 8      | T54 | David Weir        | GBR  | 10:56.88 |       |
| 9      | T53 | Brian Siemann     | USA  | 12:47.92 |       |
| —      | T54 | Putharet Khongrak | THA  | DNF      |       |